# 藤森昭一
藤森 昭一（ふじもり しょういち、1926年〈昭和元年〉12月26日 - 2016年〈平成28年〉6月25日）は、日本の官僚。日本赤十字社名誉社長。環境事務次官、内閣官房副長官、宮内庁長官、日本赤十字社社長などを歴任。勲等は勲一等旭日大綬章。

## 経歴
長野県松本市郊外の農家の3男として生まれる。
旧制松本中学（のち長野県松本深志高等学校）、旧制松本高校文科を経て、東京大学法学部政治学科卒業。学位は法学士（東京大学）。
大学卒業後、厚生省に入省。1959年の伊勢湾台風発生時には、三重県民生労働部厚生世話課長として出向しており、大災害救援活動に奔走した。
厚生省援護局援護課長、内閣官房内閣参事官室首席参事官、環境庁自然保護局長、企画調整局長、環境事務次官等を歴任。1975年（昭和50年）6月16日、佐藤栄作元総理の国民葬が日本武道館で行われた時、待機していた三木武夫総理に右翼の男が襲いかかる事件が発生した。この時、首席内閣参事官であった藤森は、犯人に組みついて取り押さえた。この功労によって警視総監賞を受けている。
1982年（昭和57年）中曽根内閣の発足と共に事務担当の内閣官房副長官に就任する。副長官在任は中曽根内閣の5年間に及んだ。
藤森の部下であった佐々淳行（内閣安全保障室長）は、著書『わが上司 後藤田正晴』（文春文庫、2002年）で、突発的な危機に官邸が対応できるよう、藤森は副長官任期中は一度も東京を離れなかったというエピソードを紹介し、その職務に対する責任の高さを賞賛している。
官房副長官退任後の1988年（昭和63年）6月14日から宮内庁長官を務める。在任中の1989年（昭和64年）1月7日に昭和天皇の崩御という時代の節目を迎え、天皇崩御の報告会見を行う。1989年（平成元年）2月24日の大喪の礼、翌1990年（平成2年）11月の天皇明仁（現：上皇）の即位の礼、大嘗祭などを取り仕切った。1996年（平成8年）1月18日に長官を退任。以後も宮内庁参与として、2005年（平成17年）2月28日まで在任した。
1996年（平成8年）10月に日本赤十字社社長（第13代）に就任した。2005年（平成15年）3月に社長を退任し、日本赤十字社名誉社長の称号が贈られた。
1999年（平成11年）11月3日、叙勲。勲一等旭日大綬章受章。
2004年（平成16年）、菊葉文化協会理事長に就任した。
2016年（平成28年）6月25日、敗血症のため死去。満89歳没（享年91）。

## 人物
約一週間しかなかった、昭和元年（1926年、昭和になって2日目）生まれ。名前の昭一もそこから由来している。
藤森自身、環境庁在職中に『証言の昭和史』（学習研究社全12巻、1982年 - 1983年）に自分史「“昭和元年生まれ”のこの頃」を書いている。